# Elecciones generales de la República Dominicana de 1982
Las elecciones generales, se celebraron en la República Dominicana, el 16 de mayo de 1982. Salvador Jorge Blanco, del Partido Revolucionario Dominicano, ganó las elecciones presidenciales, mientras que su partido también ganó las elecciones legislativas. La participación electoral fue del 71.6%.